# 第一屆國民大會廣東省代表
第一屆國民大會代表，於1947年11月21日至11月23日，全國同時舉行第一屆國民大會代表選舉。應選3045席實選2961席，隨中華民國政府遷台者一直沒有進行改選，許多代表一直當到過世，未過世者則一直擔任至1991年底方才全面退休。

## 廣東省
- 廣東省2市98縣，應選國大代表1名者計97縣市，應選國大代表2名者計3縣（台山、中山、南海），共計103名。國民黨籍85人，青年黨籍10人，民社黨籍7人，無黨籍1人。
- 包括直接選舉當選名單及退讓當選、遞補當選
- 凡姓名有Δ記號者係因退讓而當選之代表[1]

### 第一行政督察區（15縣）
| 選區   | 名額 | 當選名單         | 候補名單       | 遞補人及遞補時間                | 備註                                                           |
| ------ | ---- | ---------------- | -------------- | ------------------------------- | -------------------------------------------------------------- |
| 南海縣 | 2    | 李文範、倫蘊珊   | 梁少梅         | 梁少梅                          | 倫蘊珊為婦女保障名額，她乃後來後來曾任總統府秘書長的鄭彥棻夫人 |
| 中山縣 | 2    | 張惠長、孫陳淑英 |                |                                 | 孫陳淑英為婦女保障名額，她乃國父哲嗣孫哲生夫人                 |
| 新會縣 | 1    | 高信             |                |                                 |                                                                |
| 番禺縣 | 1    | 王志遠           | 祝秀俠、毛松年 | 祝秀俠 毛松年(民國75年10月28日) | 毛松年在遞補前，曾任行政院政務委員、僑務委員會委員長           |
| 順德縣 | 1    | 蕭次尹           |                |                                 |                                                                |
| 台山縣 | 2    | 陳劍如、李粹芳   |                |                                 |                                                                |
| 增城縣 | 1    | 劉麗生           |                |                                 |                                                                |
| 寶安縣 | 1    | 陳蓼楚(退讓)     | 李日光         | 李日光Δ                         |                                                                |
| 開平縣 | 1    | 方彥儒           |                |                                 |                                                                |
| 花縣   | 1    | 徐維揚           | 江思聰         | 江思聰                          |                                                                |
| 三水縣 | 1    | 李滿康           | 杜梅和         | 杜梅和(民國63年9月17日)         |                                                                |
| 從化縣 | 1    | 謝瀛洲           |                |                                 |                                                                |
| 恩平縣 | 1    | 吴榮楫           | 梁子衡         | 梁子衡(民國48年7月11日)         |                                                                |
| 東莞縣 | 1    | 王寵惠           | 李揚敬         | 李揚敬(民國47年5月8日)          | 司法院長王寵惠以19萬票當選，為粵省第一高票。                   |
| 赤溪縣 | 1    | 黃漢源           |                |                                 |                                                                |

### 第二行政督察區（15縣）
| 選區   | 名額 | 當選名單 | 候補名單       | 遞補人及遞補時間        | 備註                                                         |
| ------ | ---- | -------- | -------------- | ----------------------- | ------------------------------------------------------------ |
| 曲江縣 | 1    | 薛漢光   | 羅瑛           | 羅瑛(民國63年5月31日)   |                                                              |
| 清遠縣 | 1    | 崔廣秀   | 麥振鍇         | 麥振鍇(民國64年4月22日) |                                                              |
| 南雄縣 | 1    | 王名烈   |                |                         |                                                              |
| 連縣   | 1    | 唐耕誠   |                |                         |                                                              |
| 樂昌縣 | 1    | 薛岳     |                |                         |                                                              |
| 始興縣 | 1    | 張發奎   |                |                         |                                                              |
| 翁源縣 | 1    | 許賡梅   | 徐尚同、何汝堅 | 何汝堅(民國43年3月31日) |                                                              |
| 陽山縣 | 1    | 李及蘭   |                |                         |                                                              |
| 乳源縣 | 1    | 廖介操   | 謝又生         | 謝又生                  |                                                              |
| 佛岡縣 | 1    | 鄭瑞璋   |                |                         |                                                              |
| 仁化縣 | 1    | 譚應元   |                |                         |                                                              |
| 連山縣 | 1    | 虞澤廣   |                |                         |                                                              |
| 連南縣 | 1    | 莫家勵   | 董百洵         | 董百洵                  |                                                              |
| 英德縣 | 1    | 莫雄     | 李煥章         | 李煥章                  | 參加選舉的尚有地方法官鄧星池、民廳視察譚雨亭及地方人士陳潮任 |
| 新豐縣 | 1    | 潘克     | 李常泰         | 李常泰(民國64年8月18日) |                                                              |

### 第三行政督察區（12縣）
| 選區   | 名額 | 當選名單 | 候補名單               | 遞補人及遞補時間         | 備註 |
| ------ | ---- | -------- | ---------------------- | ------------------------ | ---- |
| 高要縣 | 1    | 黄範一   |                        |                          |      |
| 新興縣 | 1    | 葉肇     | 梁鴻楷                 | 梁鴻楷(民國42年10月27日) |      |
| 雲浮縣 | 1    | 葉穎基   |                        |                          |      |
| 高明縣 | 1    | 關伯平   | 嚴天任、黎啟榮、何鑑輝 | 何鑑輝(民國57年4月16日)  |      |
| 鶴山縣 | 1    | 李頌啓   |                        |                          |      |
| 羅定縣 | 1    | 沈光漢   | 梁謁、張啓榮、黎尚武   | 黎尚武(民國62年3月15日)  |      |
| 四會縣 | 1    | 簡作楨   |                        |                          |      |
| 鬱南縣 | 1    | 謝鴻     |                        |                          |      |
| 廣寧縣 | 1    | 陳伯骥   |                        |                          |      |
| 德慶縣 | 1    | 郭永鑣   | 鄧飛鵬                 | 鄧飛鵬                   |      |
| 開建縣 | 1    | 侯文威   |                        |                          |      |
| 封川縣 | 1    | 伍穗新   | 葉思訓                 | 葉思訓                   |      |

### 第四行政督察區（7縣）
| 選區   | 名額 | 當選名單     | 候補名單       | 遞補人及遞補時間       | 備註                   |
| ------ | ---- | ------------ | -------------- | ---------------------- | ---------------------- |
| 惠陽縣 | 1    | 羅偉疆       | 丘新民、楊紹珍 | 楊紹珍(民國42年8月1日) |                        |
| 海豐縣 | 1    | 鍾超武       | 鍾超如         | 鍾超如                 |                        |
| 博羅縣 | 1    | 駱鳳翔       | 鄭明輝、鄒毓靈 | 鄭明輝 鄒毓靈          |                        |
| 河源縣 | 1    | 李悦義       |                |                        |                        |
| 陸豐縣 | 1    | 颜國璠       | 丘藜光         | 丘藜光                 |                        |
| 紫金縣 | 1    | 張佩文(退讓) | 劉爾題         | 劉爾題Δ                | 張佩文退讓後又遞補當選 |
| 龍門縣 | 1    | 蘇子         | 梁慶翔         | 梁慶翔(民國62年8月9日) |                        |

### 第五行政督察區（10縣1市）
| 選區   | 名額 | 當選名單 | 候補名單       | 遞補人及遞補時間                                | 備註                                            |
| ------ | ---- | -------- | -------------- | ----------------------------------------------- | ----------------------------------------------- |
| 潮安縣 | 1    | 沈哲臣   | 李應兆         | 李應兆(民國74年11月7日)                         |                                                 |
| 揭陽縣 | 1    | 孫家哲   | 謝仲仁         | 謝仲仁(民國56年8月1日)                          |                                                 |
| 潮陽縣 | 1    | 蕭吉珊   | 林偉民         | 林偉民(民國45年12月12日)                        |                                                 |
| 饒平縣 | 1    | 陳煥章   | 詹競烈         | 詹競烈                                          |                                                 |
| 澄海縣 | 1    | 陳宗周   |                |                                                 |                                                 |
| 普寧縣 | 1    | 黃天鵬   |                |                                                 |                                                 |
| 惠來縣 | 1    | 方萬方   | 黃錚、余建中   | 黃錚(民國55年8月29日) 余建中(民國57年12月7日)   |                                                 |
| 豐順縣 | 1    | 吴逸志   | 羅克典         | 羅克典(民國51年1月27日)                         |                                                 |
| 南澳縣 | 1    | 黄倫     |                |                                                 |                                                 |
| 汕頭市 | 1    | 黄澤浦   | 陳述經、陳夢渭 | 陳述經(民國43年2月24日) 陳夢渭(民國67年2月14日) |                                                 |
| 南山縣 | 0    |          |                |                                                 | 國民政府民國37年2月24日指令南山管理局改置南山縣 |

### 第六行政督察區（9縣）
| 選區   | 名額 | 當選名單   | 候補名單             | 遞補人及遞補時間                                | 備註 |
| ------ | ---- | ---------- | -------------------- | ----------------------------------------------- | ---- |
| 興寧縣 | 1    | 羅翼羣     | 劉偉崧               | 劉偉崧                                          |      |
| 梅縣   | 1    | 侯標慶     |                      |                                                 |      |
| 大埔縣 | 1    | 羅卓英     | 張兆符               | 張兆符(民國51年10月18日)                        |      |
| 龍川縣 | 1    | 彭天鐸     | 黃石華               | 黃石華                                          |      |
| 五華縣 | 1    | 李彥良     | 張輔邦、魏國謨       | 張輔邦(民國41年5月9日) 魏國謨(民國61年11月10日) |      |
| 和平縣 | 1    | 徐傅霖     | 黃夢周、葉平湖、徐飛 | 徐飛(民國47年6月25日)                           |      |
| 平遠縣 | 1    | 林乾祜     |                      |                                                 |      |
| 連平縣 | 1    | 歐陽濃     |                      |                                                 |      |
| 蕉嶺縣 | 1    | 思宗(退讓) | 鍾介民、黃幹英       | 鍾介民(民社黨) 黃幹英(民國54年1月13日)          |      |

### 第七行政督察區（9縣）
| 選區   | 名額 | 當選名單 | 候補名單             | 遞補人及遞補時間               | 備註                                            |
| ------ | ---- | -------- | -------------------- | ------------------------------ | ----------------------------------------------- |
| 茂名縣 | 1    | 鄧龍光   | 陳沛                 | 陳沛(民國68年3月27日)          |                                                 |
| 陽江縣 | 1    | 陳書疇   |                      |                                |                                                 |
| 化縣   | 1    | 李肇統   | 董煜                 | 董煜                           |                                                 |
| 陽春縣 | 1    | 陳鴻藻   | 李可瑤               | 李可瑤                         |                                                 |
| 電白縣 | 1    | 王德全   | 鄧經儒、許炳忠       | 鄧經儒 許炳忠(民國64年4月12日) |                                                 |
| 信宜縣 | 1    | 林雲陔   | 梁甲榮               | 梁甲榮                         |                                                 |
| 廉江縣 | 1    | 梁應棱   |                      |                                |                                                 |
| 吳川縣 | 1    | 李漢魂   | 林永熙、陳元瑛、黃鎮 | 陳元瑛(民國49年12月9日)        |                                                 |
| 梅茂縣 | 0    |          |                      |                                | 國民政府民國36年8月26日指令梅菉管理局改置梅茂縣 |

### 第八行政督察區（7縣1市）
| 選區   | 名額 | 當選名單 | 候補名單       | 遞補人及遞補時間        | 備註 |
| ------ | ---- | -------- | -------------- | ----------------------- | ---- |
| 合浦縣 | 1    | 香翰屏   | 王崇周         | 王崇周(民國68年1月15日) |      |
| 靈山縣 | 1    | 蕭祖震   |                |                         |      |
| 欽縣   | 1    | 張瑞貴   |                |                         |      |
| 海康縣 | 1    | 鄧定遠   |                |                         |      |
| 防城縣 | 1    | 陳濟棠   | 陳錦君         | 陳錦君(民國44年4月13日) |      |
| 徐聞縣 | 1    | 何犖     |                |                         |      |
| 遂溪縣 | 1    | 陳寧清   |                |                         |      |
| 湛江市 | 1    | 陳學談   | 陳統元(民社黨) | 陳統元(民國55年3月12日) |      |

### 第九行政督察區（16縣）
| 選區   | 名額 | 當選名單 | 候補名單                 | 遞補人及遞補時間                               | 備註 |
| ------ | ---- | -------- | ------------------------ | ---------------------------------------------- | ---- |
| 瓊山縣 | 1    | 陳策     | 吳迺憲、吳仕玲           | 吳迺憲(民國41年6月7日) 吳仕玲(民國68年3月27日) |      |
| 文昌縣 | 1    | 黄珍吾   |                          |                                                |      |
| 定安縣 | 1    | 吳敬羣   |                          |                                                |      |
| 感恩縣 | 1    | 蘇秀謙   |                          |                                                |      |
| 澄邁縣 | 1    | 曾祥鶴   | 王毅、何其俊             | 何其俊(民國50年2月7日)                         |      |
| 臨高縣 | 1    | 王溪澗   | 鄧春華、吳石安           | 鄧春華 吳石安(民國59年12月4日)                 |      |
| 儋縣   | 1    | 吴公虎   | 李本蕃                   | 李本蕃(民國44年7月2日)                         |      |
| 瓊東縣 | 1    | 王開藩   | 李遴漢                   | 李遴漢(民國42年12月25日)                       |      |
| 崖縣   | 1    | 吉章簡   |                          |                                                |      |
| 萬寧縣 | 1    | 蔡篤恭   | 蔡勁軍、吳道南(列席代表) | 蔡勁軍(民國48年10月3日)                        |      |
| 樂會縣 | 1    | 龔少俠   |                          |                                                |      |
| 陵水縣 | 1    | 曾三省   |                          |                                                |      |
| 昌江縣 | 1    | 關昌榮   | 鍾建中                   | 鍾建中                                         |      |
| 樂東縣 | 1    | 盧忠亮   | 馮爾穎、邢國琰、韋大元   | 馮爾穎                                         |      |
| 保亭縣 | 1    | 吳覺民   | 王昭仁、王運仁、楊烱光   |                                                |      |
| 白沙縣 | 1    | 陳繼烈   | 陳文才、吉師勛           |                                                |      |